# Schleuse
La Schleuse est une rivière allemande d'une longueur de 34,2 km qui coule dans le land de Thuringe. Elle est un affluent de la Werra et donc un sous-affluent de la Weser.

## Source de la traduction
- (de) Cet article est partiellement ou en totalité issu de l’article de Wikipédia en allemand intitulé « Schleuse (Fluss) » (voir la liste des auteurs).